# Roberto
Roberto  è un nome proprio di persona italiano maschile.

## Varianti
- Maschili: Ruperto
  - Alterati: Robertino
  - Ipocoristici: Berto, Robi, Roby, Rob
- Femminili: Roberta[1]

### Varianti in altre lingue
- Bretone: Roparzh[1]
- Catalano: Robert
- Ceco: Robert[1]
- Croato: Robert[1]
- Danese: Robert[1]
- Emiliano: Bêrto, Bartéin[1]
- Finlandese: Roopertti[1]
  - Ipocoristici: Pertti[1], Roope[1]
- Francese: Robert[1]
- Galiziano: Roberte
- Gallese: Robat, Rhobert
- Germanico: Hrodebert[1], Hrdopreht[1], Hruodbert[2], Hrodberht[3]
- Greco moderno: Ρόμπερτ (Rompert), Ροβέρτος (Rovertos)
- Inglese: Robert[1], Rupert
  - Alterati: Robin
  - Ipocoristici: Rob, Robbie, Robby, Bob, Bobby, Bobbie[1]
- Inglese antico: Hreodbeorht[1]
- Irlandese: Roibeard[1], Roibeárd
- Islandese: Róbert[1]
- Latino: Robertus
- Lettone: Roberts[1]
- Ligure: Roberto[4]
  - Ipocoristici: Robertin, Berto, Bertin
- Norvegese: Robert[1]
- Olandese: Robert[1], Robrecht[1]
  - Ipocoristici: Rob[1], Bob[1], Robbe[1]
- Portoghese: Roberto[1]
- Polacco: Robert[1]
- Provenzale: Robert[2]
- Rumeno: Robert[1]
- Russo: Роберт (Robert)[1]
- Serbo: Роберт (Robert)
- Scozzese: Raibeart[1]
  - Ipocoristici: Rab[1], Rabbie[1]
- Slovacco: Róbert
- Sloveno: Robert[1]
- Spagnolo: Roberto[1], Ruperto[1]
- Svedese: Robert[1]
- Tedesco: Robert[1], Rupert[1], Ruprecht[1]
- Ungherese: Róbert[1]
  - Ipocoristici: Robi[1]

## Origine e diffusione
Deriva dal nome germanico Hrodebert, composto da hrōþi, hrod ("fama", "gloria") e berhta, beraht, berht, ("brillante", "illustre") (Hrōþiberhtaz); il significato può quindi essere interpretato come "fama brillante" o "splendente di gloria". È uno dei nomi maschili più comuni al mondo e la variante più comune di questo nome è la forma inglese Robert.

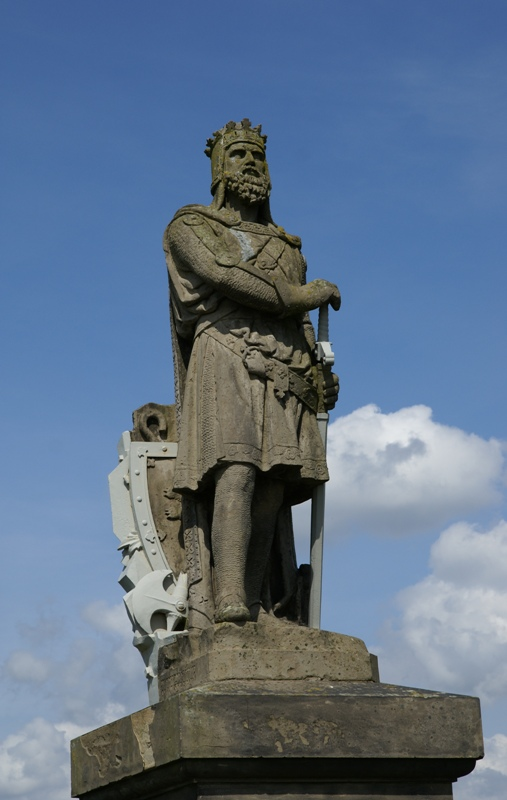
Roberto I, Re di Scozia, eroe nazionale della Scozia.

## Onomastico

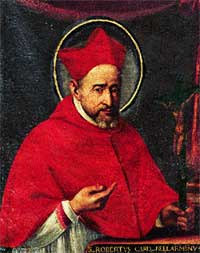
San Roberto Bellarmino

Generalmente, l'onomastico viene festeggiato il 17 settembre, in memoria di san Roberto Bellarmino, Dottore della Chiesa; i santi che hanno portato questo nome sono però numerosi, e tra le date alternative ci sono:
- 21 febbraio, san Roberto Southwell, sacerdote e martire a Tyburn[5]
- 25 febbraio, beato Roberto d'Arbrissel, fondatore dell'Abbazia di Fontevrault[5]
- 27 marzo, san Ruperto di Salisburgo, vescovo.
- 17 aprile, san Roberto di Molesme, fondatore dei cistercensi[5]
- 17 aprile, san Roberto di La Chaise-Dieu, abate di La Chaise-Dieu[5]
- 7 giugno, san Roberto di Newminster, abate[5]
- 18 luglio, beato Roberto da Salle, abate dei celestini[5]
- 10 ottobre, beato Galeotto Roberto Malatesta, confessore francescano[5]

## Persone

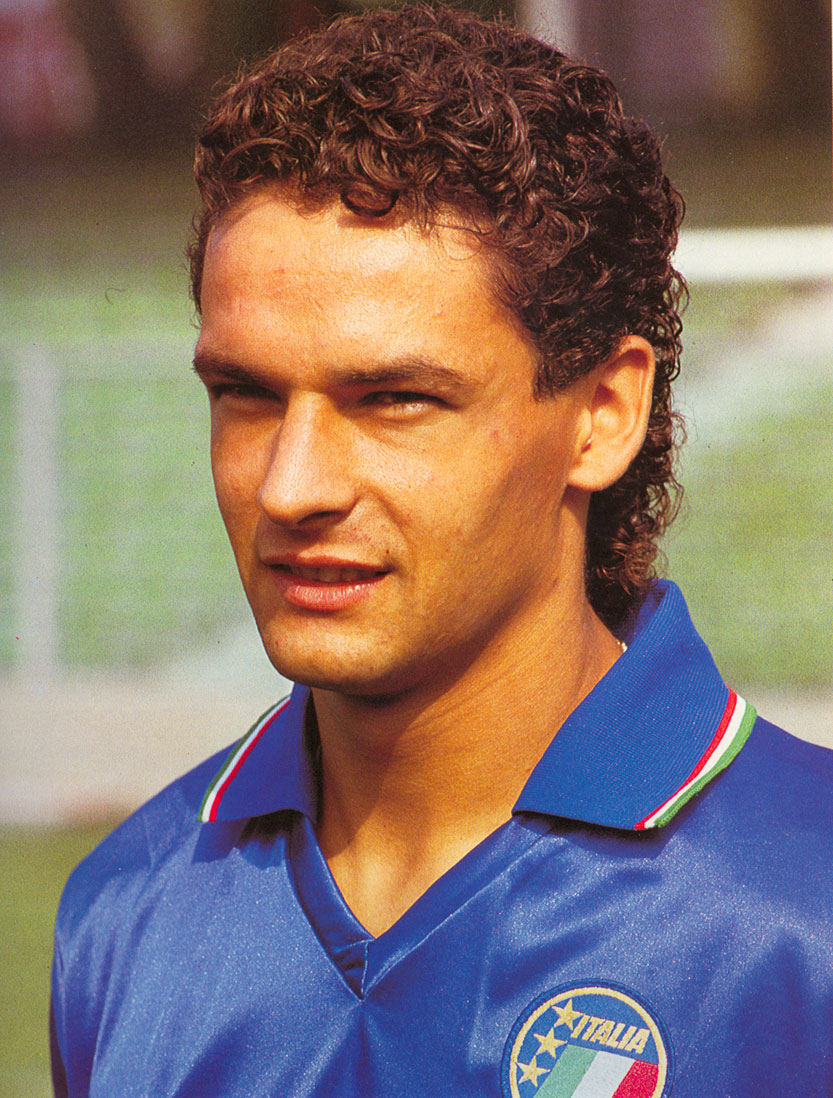
Roberto Baggio

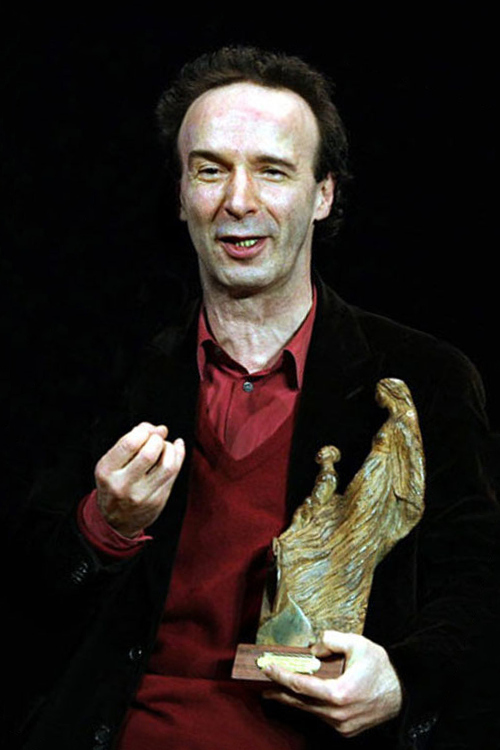
Roberto Benigni

- Roberto d'Angiò, re di Napoli, re titolare di Gerusalemme e duca di Calabria
- Roberto I di Francia, re dei Franchi Occidentali
- Roberto II di Normandia, Duca di Normandia
- Roberto il Guiscardo, re normanno
- Roberto Angelini, cantautore e chitarrista italiano
- Roberto Baggio, calciatore e dirigente sportivo italiano
- Roberto Baiocchi, tersicoreo, coreografo, scrittore italiano
- Roberto Benigni, attore, comico, showman, regista, sceneggiatore e cantante italiano
- Roberto Bolaño, poeta, romanziere e saggista cileno
- Roberto Bolle, ballerino italiano
- Roberto Carlos da Silva, calciatore brasiliano
- Roberto Cavalli, stilista italiano
- Roberto Fico politico italiano
- Roberto Formigoni, politico italiano
- Roberto Mancini, calciatore e allenatore di calcio italiano
- Roberto Maroni, politico italiano
- Roberto Murolo, cantautore, chitarrista e attore italiano
- Roberto Pontremoli, assicuratore e dirigente d'azienda italiano
- Roberto Rossellini, regista, sceneggiatore e produttore cinematografico italiano
- Roberto Saviano, giornalista, scrittore e saggista italiano
- Roberto Vecchioni, cantautore, paroliere e scrittore italiano
- Roberto Stella, noto medico e chirurgo italiano

### Variante Robert

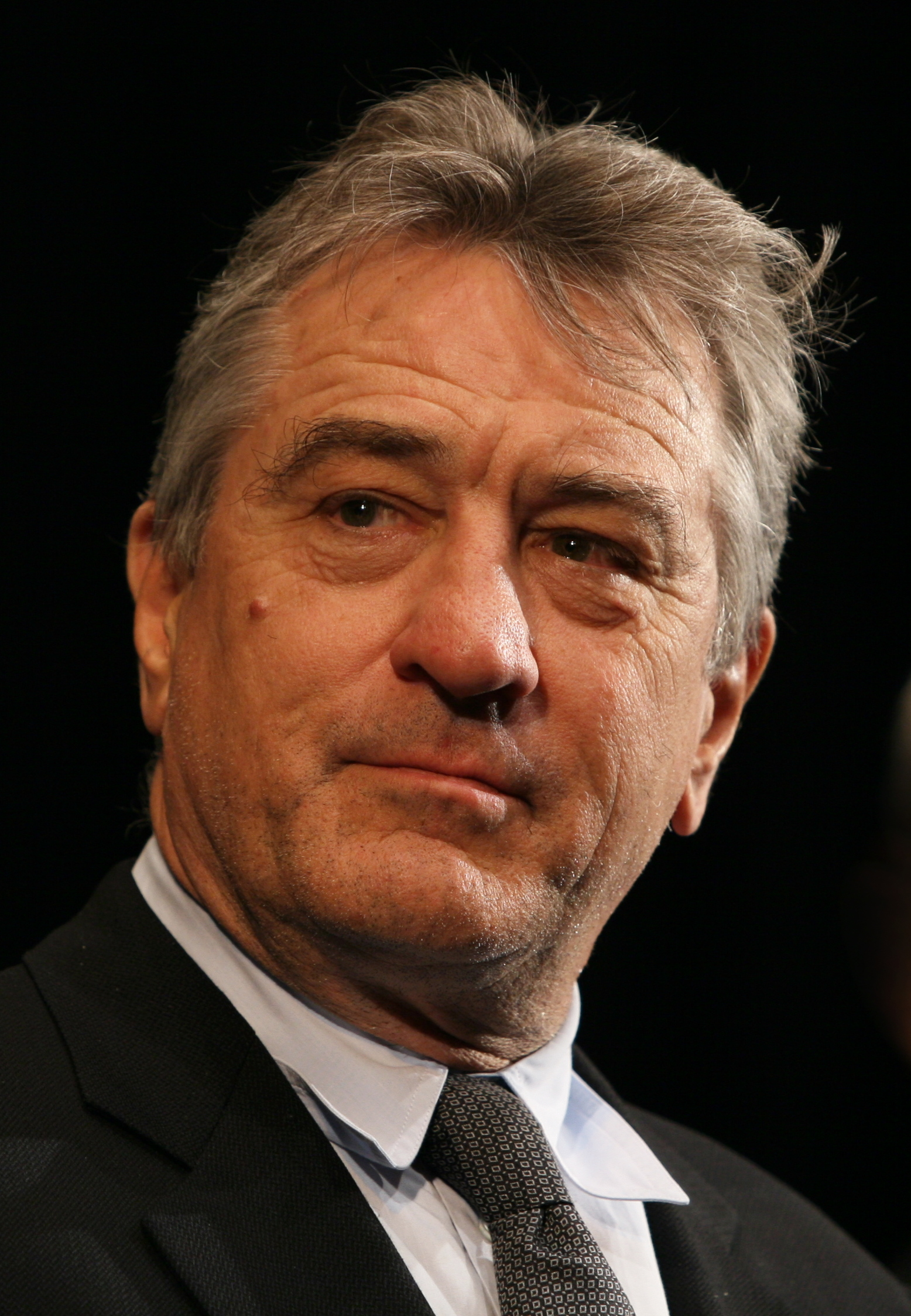
Robert De Niro

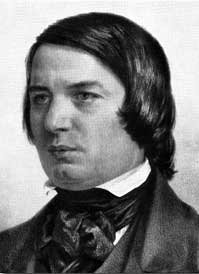
Robert Schumann

- Robert Baden-Powell, militare, educatore e scrittore inglese
- Robert Carlyle, attore scozzese
- Robert De Niro, attore, regista e produttore cinematografico statunitense
- Robert Doisneau, fotografo francese
- Robert Downey Jr., attore, produttore cinematografico e doppiatore statunitense
- Robert David Hall, attore statunitense
- Robert Johnson, chitarrista statunitense
- Robert Kennedy, politico statunitense
- Robert Kubica, pilota automobilistico polacco
- Robert Lewandowski, calciatore polacco
- Robert McNamara, dirigente d'azienda, politico e banchiere statunitense
- Robert Pattinson, attore britannico
- Robert Plant, cantante, musicista e compositore britannico
- Robert Redford, attore e regista statunitense
- Robert Schumann, compositore, pianista e critico musicale tedesco
- Robert Louis Stevenson, scrittore scozzese
- Robert Vaughn, attore statunitense
- Robert Zemeckis, regista, sceneggiatore e produttore cinematografico statunitense

### Variante Róbert

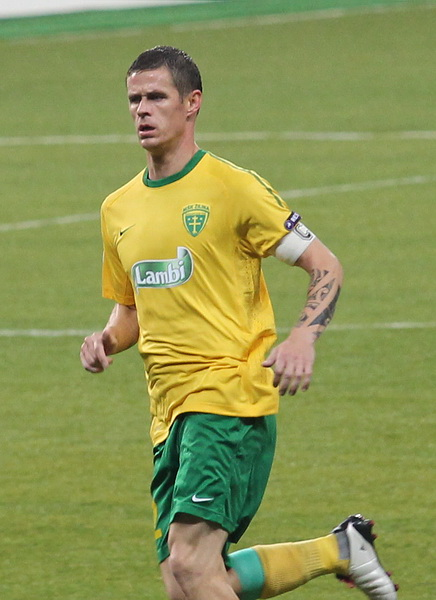
Róbert Jež

- Róbert Antal, pallanuotista ungherese
- Róbert Fazekas, atleta ungherese
- Róbert Feczesin, calciatore ungherese
- Róbert Gátai, schermidore ungherese
- Róbert Gulyás, cestista ungherese
- Róbert Jež, calciatore slovacco
- Róbert Kasza, pentatleta ungherese
- Róbert Kisuczky, calciatore ungherese
- Róbert Mak, calciatore slovacco
- Róbert Németh, pentatleta ungherese
- Róbert Pich, calciatore slovacco
- Róbert Pillár, calciatore slovacco
- Róbert Rák, calciatore slovacco
- Róbert Semeník, calciatore slovacco
- Róbert Štefko, atleta slovacco naturalizzato ceco
- Róbert Tomaschek, calciatore slovacco
- Róbert Vittek, calciatore slovacco
- Róbert Waltner, calciatore ungherese
- Róbert Winkler, allenatore di calcio e calciatore ungherese
- Róbert Zeher, calciatore slovacco

### Variante Roberts

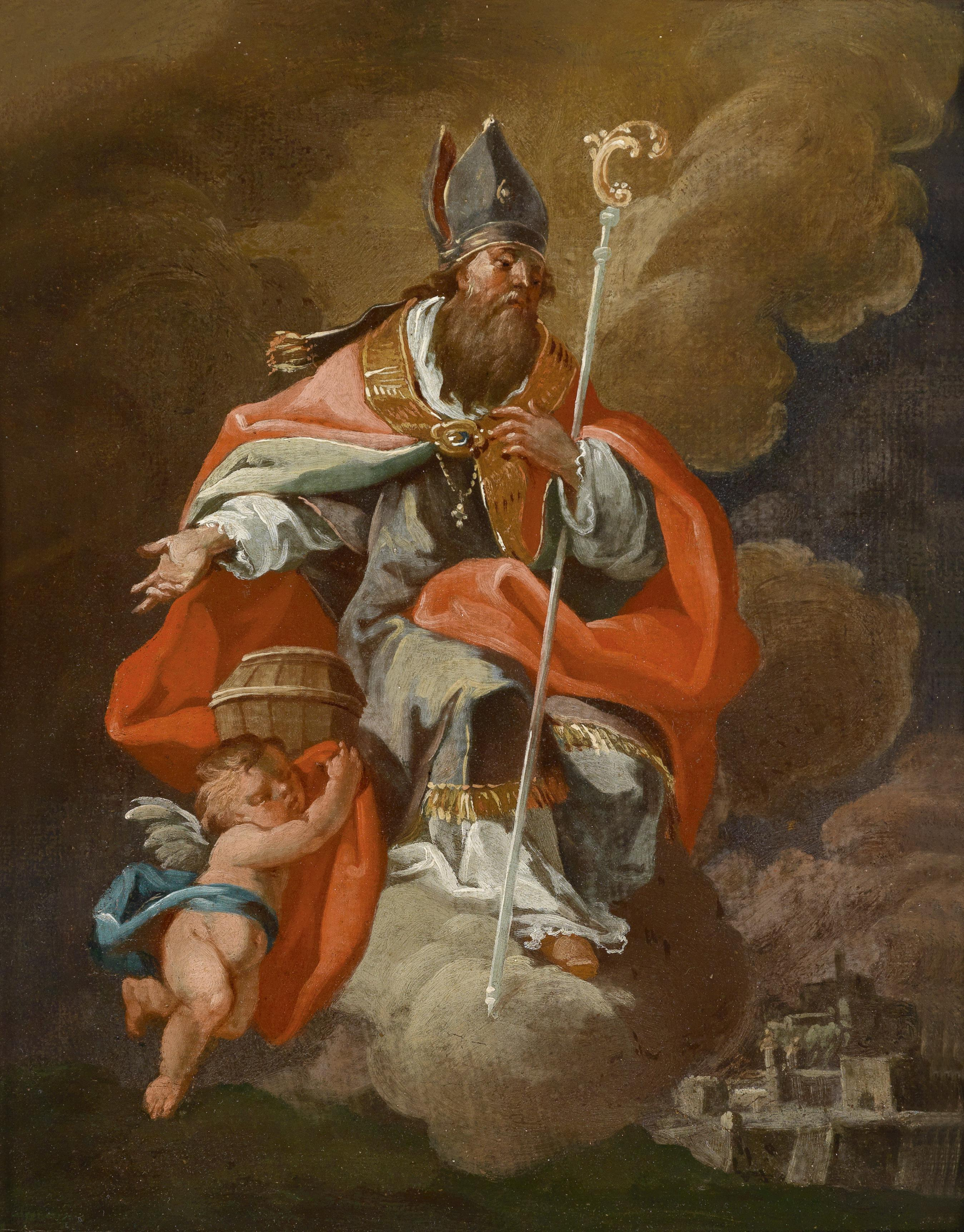
Ruperto di Salisburgo

- Roberts Blossom, attore e poeta statunitense
- Roberts Blūmentāls, calciatore lettone
- Roberts Mežeckis, calciatore lettone
- Roberts Pakalns, calciatore e allenatore di calcio lettone
- Roberts Štelmahers, cestista e allenatore di pallacanestro lettone

### Variante Ruperto

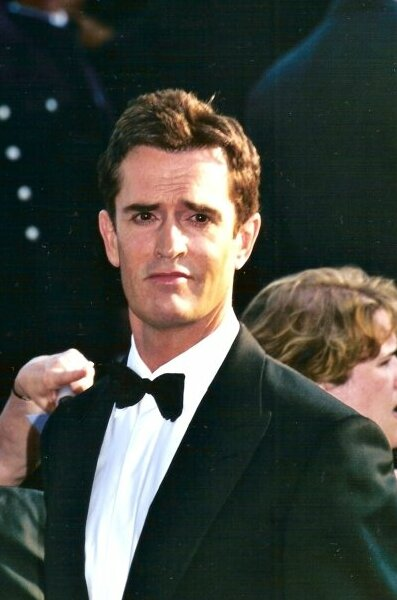
Rupert Everett

- Ruperto di Bingen, monaco e santo tedesco
- Ruperto di Deutz, teologo ed esegeta belga
- Ruperto di Salisburgo, vescovo e santo irlandese
- Ruperto Herrera, cestista cubano

### Variante Rupert
- Rupert Brooke, poeta britannico
- Rupert Davies, attore britannico

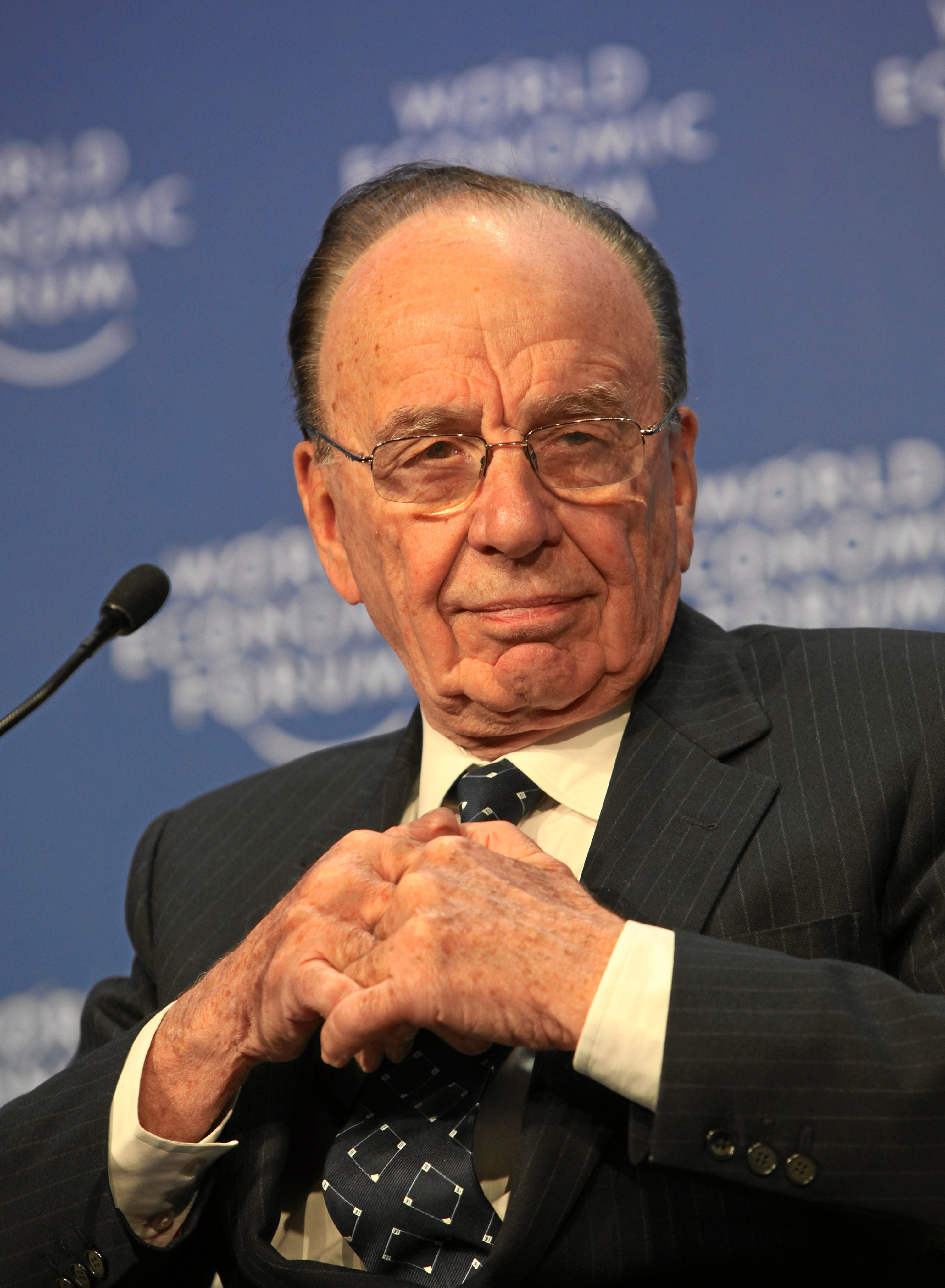
Rupert Murdoch

- Rupert del Palatinato, generale e ammiraglio tedesco
- Rupert England, militare ed esploratore britannico
- Rupert Evans, attore britannico
- Rupert Everett, attore britannico
- Rupert Friend, attore britannico
- Rupert Graves, attore britannico
- Rupert Grint, attore britannico
- Rupert Hollaus, pilota motociclistico austriaco
- Rupert Julian, regista, attore e sceneggiatore neozelandese
- Rupert Keegan, pilota automobilistico britannico
- Rupert Mayer, religioso tedesco
- Rupert Murdoch, editore, imprenditore e produttore televisivo australiano naturalizzato statunitense
- Rupert Penry-Jones, attore britannico
- Rupert Reid, attore australiano
- Rupert Sanders, regista britannico
- Rupert Sheldrake, biologo e saggista britannico
- Rupert Simonian, attore britannico
- Rupert von Trapp, cantante austriaco naturalizzato statunitense
- Rupert Wainwright, regista britannico
- Rupert Wildt, astronomo statunitense
- Rupert Wyatt, regista e sceneggiatore britannico

### Altre varianti
- Ruprecht von Eggenberg, duca di Stiria

## Il nome nelle arti
- Roberto Ferri è un personaggio della soap opera Un posto al sole.
- Rupert Giles è un personaggio della serie televisiva Buffy l'ammazzavampiri.
- Roberto Perretti è un personaggio della commedia Le bugie con le gambe lunghe di Eduardo De Filippo.
- Roberto Magliano è un personaggio della commedia La grande magia di Eduardo De Filippo.
- Roberto di Hentzau è un film del 1923 diretto da Victor Heerman.
- Rupert Thorne è un personaggio dei fumetti DC Comics.
- Roberto è una canzone di Luca Barbarossa.
- Robertino è un personaggio del film Ricomincio da tre del 1981, diretto e interpretato da Massimo Troisi.
- Robb Stark e Robert Baratheon sono due personaggi della serie televisiva Il Trono di Spade
- Robert “Bob” Parr è uno dei protagonisti del film di animazione Disney-Pixar Gli Incredibili
- Robert Frobisher è uno dei protagonisti del film Cloud Atlas (2012), diretto Lana e Lilly Wachowski
- Robert E. O. Speedwagon è un personaggio della serie manga e Anime Le bizzarre avventure di JoJo.
- Bob Torrent è il protagonista dell'omonima webserie.

## Curiosità
- Ro.Ber.To. era un acronimo sillabico usato per indicare l'Asse Roma-Berlino-Tokyo all'epoca della seconda guerra mondiale.